# アリエル・ガルセ
アリエル・エルナン・ガルセ（Ariel Hernán Garcé, 1979年7月14日 - ）は、アルゼンチン・ブエノスアイレス州タンディル出身の元同国代表サッカー選手である。現役時代のポジションはディフェンダー（センターバック、右サイドバック）。

## 経歴

### クラブ
1999年にアルゼンチン・プリメーラ・ディビシオンのCAリーベル・プレートからデビューし、2003年にメキシコ・プリメーラ・ディビシオンのモナルカス・モレリアにレンタル移籍するまでに2度のリーグ優勝を経験した。2004年に復帰してすぐクラウスーラ2004で優勝した。CAコロンを経て、2005年にクラブ・オリンポに移籍したが、コカインの陽性判定により6カ月の出場停止処分を受けた。2007年には3年ぶりにコロンに復帰した。

### 代表
2003年、マルセロ・ビエルサ監督が指揮していたアルゼンチン代表で親善試合2試合に出場した。2010年4月、ディエゴ・マラドーナ監督によって7年ぶりに代表に招集され、5月5日のハイチ戦に国内組メンバーの一員として出場した。6月には南アフリカで行われた2010 FIFAワールドカップ登録メンバーにサプライズ選出されたが、本大会での出場機会はなかった。

## 代表歴

### 出場大会
- アルゼンチン代表
  - 2010 FIFAワールドカップ

### 試合数
- 国際Aマッチ 4試合 0得点（2003年-2010年）[2]

| アルゼンチン代表 | 国際Aマッチ | 国際Aマッチ |
| 年               | 出場        | 得点        |
| ---------------- | ----------- | ----------- |
| 2003             | 2           | 0           |
| 2004             | 0           | 0           |
| 2005             | 0           | 0           |
| 2006             | 0           | 0           |
| 2007             | 0           | 0           |
| 2008             | 0           | 0           |
| 2009             | 0           | 0           |
| 2010             | 2           | 0           |
| 通算             | 4           | 0           |

## タイトル
リーベル・プレート
- プリメーラ・ディビシオン : 1999-2000C, 2001-02C, 2003-04C